# Anfänge der lateinamerikanischen Literatur
Bei den Anfängen der lateinamerikanischen Literatur muss unterschieden werden zwischen der verschriftlichen Überlieferung der Ureinwohner (Indios) und der Literatur der Konquistadoren und Kolonisten, wobei hier auch die Schriften berücksichtigt werden, die in Europa gedruckt, verlegt und teilweise auch erst dort verfasst wurden, sich jedoch auf Vorkommnisse in Lateinamerika beziehen. Die Literatur der Konquistadoren und Kolonisten entwickelte sich zunächst in den Vizekönigreichen Neuspanien (Mexiko) und Neukastilien (Peru), später auch im 1717/1739 gegründeten Vizekönigreich Neugranada (Kolumbien, Venezuela) und im 1776 von Peru getrennten Vizekönigreich des Río de la Plata sowie in Zentralamerika und Brasilien. Die literarische Produktion in den Randgebieten wie Venezuela, Chile oder Paraguay blieb gegenüber derjenigen der höfischen Gesellschaft Neuspaniens und Neukastiliens, die auf den Trümmern der Hochkulturen der Azteken bzw. Inkas errichtet wurden, zunächst weit zurück.

## Abgrenzung
Der Begriff Lateinamerika (statt: Iberoamerika) wurde erst gegen Ende des 19. Jahrhunderts geläufig. Wenn man von den Anfängen einer lateinamerikanischen Literatur spricht, handelt es sich also um eine Projektion eines relativ modernen Begriffs in die Vergangenheit. In dieser Begriffsbildung (die den Terminus iberoamerikanisch ersetzte) kam der Versuch zum Ausdruck, sich nicht nur gegenüber dem angelsächsischen Nordamerika abzugrenzen, sondern auch von den Kolonialmächten Spanien und Portugal zu emanzipieren und im Geiste einer vagen „Latinität“ an das moderne Vorbild Frankreichs anzuknüpfen. Diese durchaus unter dem Einfluss französischer Interessen betriebene Begriffsbildung schloss paradoxerweise die französischsprachigen Gebiete Amerikas wie Haiti, Québec usw. aus. Auch hatten sich portugiesischsprachige und spanischsprachige Autoren Lateinamerikas bis in die 1960er Jahre wenig zu sagen. Dennoch sind die historischen Kontexte beider Literaturen ähnlich und war der Austausch durch reisende und exilierte Schriftsteller innerhalb des spanischsprachigen Raums so intensiv, dass man von lateinamerikanischen Nationalliteraturen erst etwa seit Mitte des 19. Jahrhunderts sprechen kann. Danach gab es nur noch eine einzige wirklich kontinentübergreifende Strömung, den Modernismo zu Beginn des 20. Jahrhunderts, während sich allerdings die Traditionen und Besonderheiten der sechs Großräume auch jenseits von Staatsgrenzen immer wieder Geltung verschafften.
Eine länderbezogene Unterscheidung in der frühen Literaturgeschichte kann also auf die Zeit nach Bildung der zwanzig Staaten verschoben werden, deren endgültige Grenzen teils erst im frühen 20. Jahrhundert festgelegt wurden. Lediglich eine eindeutig Abgrenzung zum Norden hin kann vorgenommen werden, womit als geografischer Raum das Gebiet von Mexiko bis Feuerland gilt – einschließlich der karibischen Inseln.
Letztlich ist auch der Sprachraum kein eindeutiges Kriterium. So besaßen die Ureinwohner vielfältige Sprachen, von denen sich bis in die Neuzeit hauptsächlich Nahuatl, welches in geringerem Umfang auch im Südwesten der USA gesprochen wird, sowie Quiché und Guaraní überliefert haben. Zudem stammten die europäischen Konquistadoren aus allen möglichen Ländern, führten aber größtenteils das Spanisch als gemeinsame Sprache ein, mit Ausnahme von Portugiesisch in Brasilien und Französisch in Französisch-Guayana und Haiti. Die zunehmende Verbreitung des Spanischen im Südwesten der USA führt außerdem dazu, dass dort auch spanischsprachige Literatur bekannt wird; umgekehrt schreiben lateinamerikanische und karibische Autoren in spanischer Sprache auch im Exil in den USA.

#### Azteken

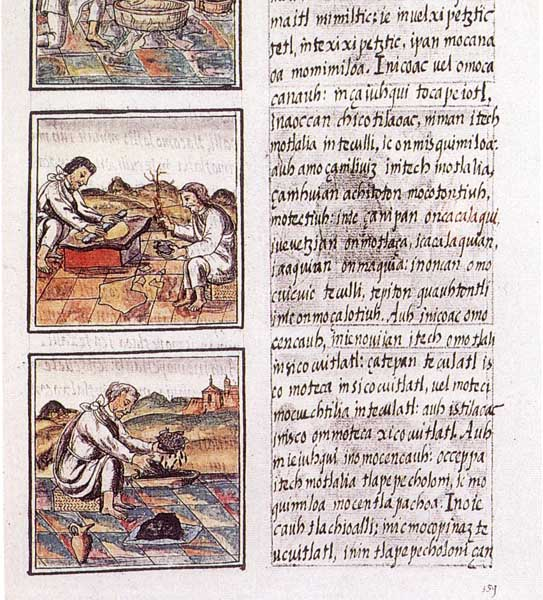
Codex Florentinus, Text in latinisiertem Nahuatl

#### Chroniken

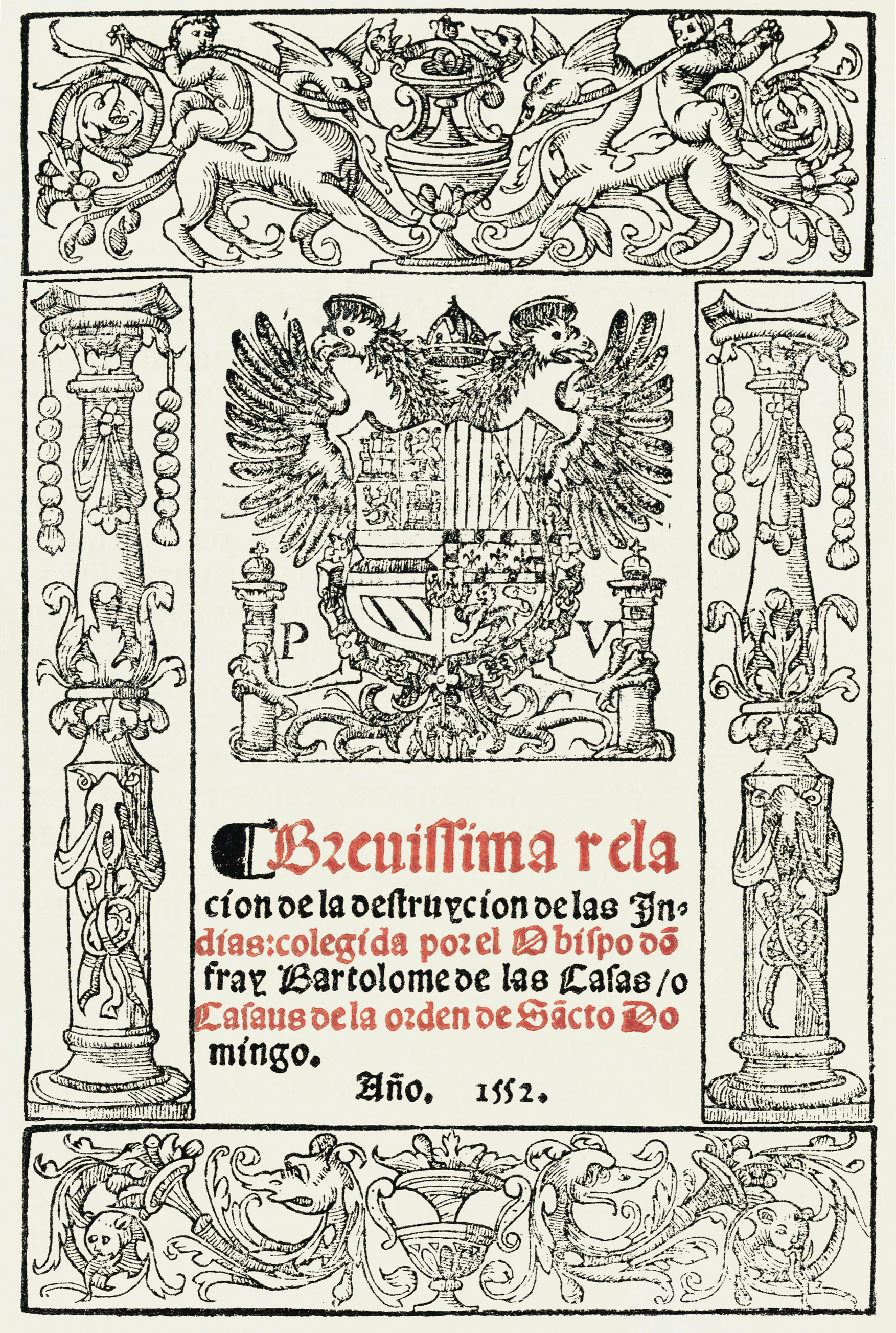
Brevísima relación de la destrucción de las Indias (1552) von Bartolomé de Las Casas (1484–1566).

## Die Blüte der Kolonialliteratur im Zeitalter des Barocks

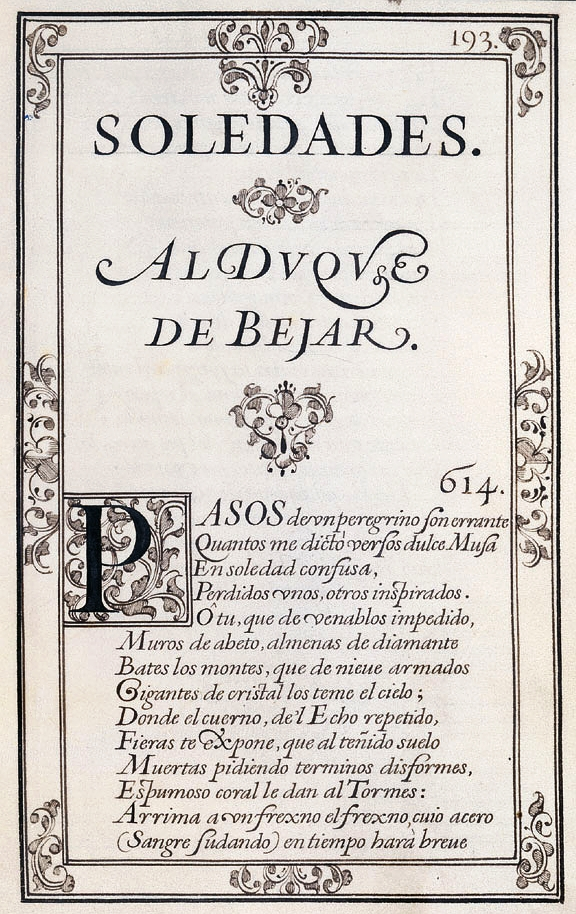
Las Soledades. Titelblatt